# The 101ers
The 101ers — британская рок-группа, образовавшаяся в мае 1974 года, принадлежавшая ко второй волне паб-рока и оставшаяся в истории благодаря участию в ней Джо Страммера, фронтмена The Clash. В годы своего существования группа не выпустила пластинок, но (согласно Allmusic) сыграла важную связующую роль в процессе сближения паб- и панк-культур.

## История группы
Джо Страммер образовал группу в мае 1974 года вместе с гитаристом Клайвом Тимперли (англ. Clive Timperley), бас-гитаристом Дэном Келлехером (англ. Dan Kelleher) и барабанщиком Ричардом Дудански (англ. Richard Dudanski). Первый концерт квартета состоялся 6 сентября в брикстонском Telegraph Club; группа называлась El Huaso and the 101 All Stars. Затем название сократилось до 101 All Stars и, наконец, до 101ers. Цифра в названии имела отношение к сквоту, где участники группы жили вместе по адресу 101 Walterton Road, Maida Vale. Существовала и другая версия, согласно которой группа назвала себя в честь комнаты пыток (Room 101) из романа Джорджа Оруэлла «1984».
В течение следующих полутора лет группа активно выступала в паб-рок-клубах и записала несколько демо-плёнок. В первой половине 1976 года 101ers несколько раз выступали на разогреве у Sex Pistols. Именно под впечатлением от выступлений последних Страммер решил в июне 1976 года покинуть состав и образовать The Clash. За несколько месяцев до этого единственный сингл группы «Keys to Your Heart» вышел на Chiswick Records.

## Дискография
Синглы
- «Keys to Your Heart» (Joe Strummer) b/w «5 Star Rock & Roll Petrol» (Strummer, Dan Kelleher) (Chiswick/Big Beat 1976)[3]

После распада
После распада группы было выпущено несколько записей, ранее не публиковавшихся. Это связано с популярностью Джо Страммера.
- Elgin Avenue Breakdown (Andalucia Records, AND101 1981)
- «Sweet Revenge» b/w «Rabies» (Chiswick 1981)
- Elgin Avenue Breakdown Revisited (Astralwerks ASW32161 / EMI 474460 2, 2005)